# Live 1974
Live 1974 — єдиний концертний альбом, випущений впливовим краут-рок гуртом Harmonia. Він був записаний наживо під час концерту 23 березня 1974 року на Penny Station у Гріссемі, Німеччина. Альбом був випущений у 2007 році лейблом Grönland Records. Його вихід викликав достатній інтерес до гурту, щоб переконати їх реформуватися задля просування альбому.

## Трек-лист
Всі пісні написані і виконані Міхаелем Ротером, Гансом-Йоахімом Роделіусом та Дітером Моебіусом.
| #  | Назва              | Тривалість |
| -- | ------------------ | ---------- |
| 1. | «Schaumburg»       | 10:45      |
| 2. | «Veteranissimo»    | 17:25      |
| 3. | «Arabesque»        | 5:20       |
| 4. | «Holta-Polta»      | 15:00      |
| 5. | «Ueber Ottenstein» | 9:30       |

## Personnel
Harmonia
- Міхаель Ротер — гітара, електронна перкусія, піаніно, орган
- Ганс-Йоахім Роделіус — електронний орган, піаніно
- Дітер Моебіус — синтезатор, електронна перкусія

Продакшн
- Harmonia — запис, редагування, художнє оформлення
- Крістін Роделіус — фото
- Енн Вайц — фото